# Sztauer

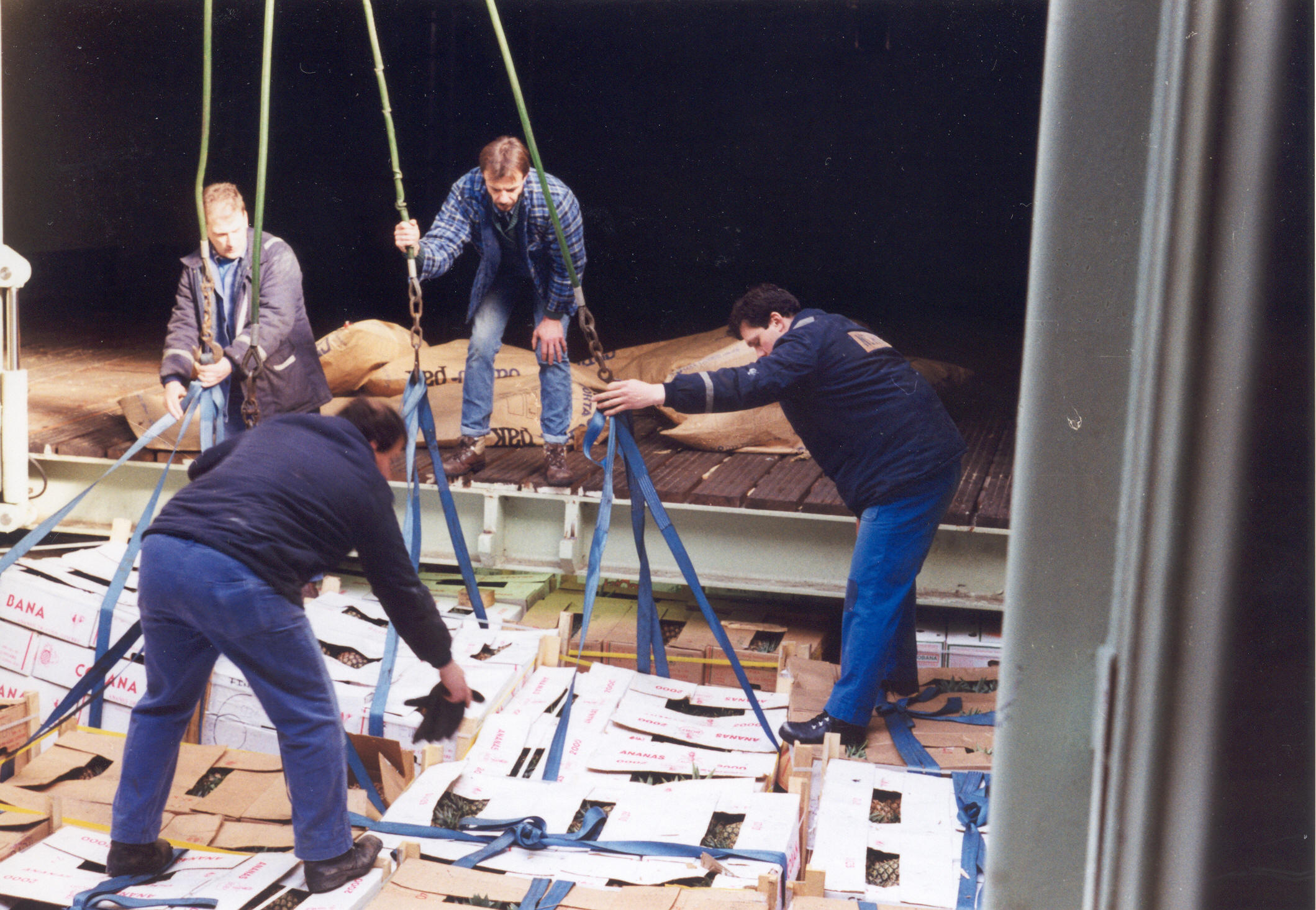
Sztauerzy przy pracy na łodzi Crystal Primadonna, 1993

Sztauer (z niem. Stauer) – wykwalifikowany robotnik portowy, zajmujący się załadunkiem towarów drobnicowych na statek, jego rozmieszczaniem w ładowniach i wyładowywaniem. Prace te to sztauowanie i rozsztauowanie.
Zgodnie z rozporządzeniem Ministra Transportu i Gospodarki Morskiej z dnia 6 lipca 1993 r. w sprawie bezpieczeństwa i higieny pracy w portach morskich i śródlądowych (Dz.U. z 1993 r. nr 73, poz. 436) jest to: "pracownik portowy wykwalifikowany w zakresie przemieszczania, układania, manipulowania i zabezpieczania towarów drobnicowych i drewna na statkach, środkach transportu lądowego i składach portowych".
Aż do pojawienia się kontenerowców w latach 60. XX wieku sztauerzy zajmowali się wszelkim przeładunkiem towarów w portach i ich mocowaniem na statkach. Od tego czasu część przedsiębiorstw przeładunkowych (w Niemczech określanych jako Stauerei) wyspecjalizowała się w przeładunku z kontenerów na samochody ciężarowe i wagony (oraz odwrotnie). Klasyczny zawód sztauera jest w związku ze zmianami w konstrukcji statków i urządzeń portowych stopniowo wypierany przez inne zawody, takie jak operator dźwigu. Ponieważ drobnicę taką jak np. świeże banany przewozi się najczęściej na paletach, przeładunek przez sztauerów zwykle nie odbywa się ręcznie, lecz za użyciem podnośników widłowych o nośności do kilkudziesięciu ton. Przy wyładunku drobnica ustawiana jest na pokładzie lub w ładowni tak, aby efektywnie wykorzystać pracę dźwigów portowych. 